# Thusnelda Moltke (1788-1842)
 Der er flere personer med dette navn, se Thusnelda Moltke.
Asta Thusnelda Moltke (født Asta Thusnelda von Münster-Meinhövel) (3. oktober 1788 i Osnabrück – 12. september 1842 i Slesvig by) var en dansk grevinde.
Hun var datter af gehejmeråd og greve Georg Werner August Did. Münster-Meinhövel og dennes tredje hustru.
Thusnelda Moltke blev 4. juli 1807 gift med Carl Emil Moltke.